# Česká televize
Česká televize (ČT) je veřejnoprávní instituce, provozující celoplošné televizní vysílání na území Česka. Sídlo a hlavní vysílací budovy se nacházejí v Praze v areálu na Kavčích horách, dvěma podřízenými institucemi jsou studio Brno a studio Ostrava. Generálním ředitelem ČT je od července 2025 Hynek Chudárek.
ČT je v Česku právním nástupcem státní Československé televize. Je zřízena Zákonem ČNR č. 483/1991 Sb., o České televizi, který stanovuje rámec jejího fungování, financování a způsob plnění úkolů veřejné služby v oblasti televizního vysílání: jako médium veřejné služby má zajišťovat všem občanům přístup k informacím, kultuře, vzdělání a zábavě. Vysílá šest programových stanic: plnoformátové ČT1 a ČT2, zpravodajská ČT24, sportovní ČT sport, dětská ČT :D a kulturní ČT art.

## Historie
Veřejné televizní vysílání bylo v Československu zahájeno 1. května 1953. Zpočátku jej provozoval Československý rozhlas, od roku 1957 pak Československá televize (ČST), která byla státním propagandistickým médiem tehdejšího socialistického státu. Po sametové revoluci v roce 1989 došlo k demokratizačním změnám i v ČST. V roce 1991 byly ve federálním Československu zřízeny dva nové veřejnoprávní subjekty, nejprve Slovenská televize, poté i Česká televize. Československá televize tak od počátku roku 1992 zajišťovala již pouze celostátní vysílání na stanici F1, zatímco obě národní organizace vysílaly ve svých částech federace.

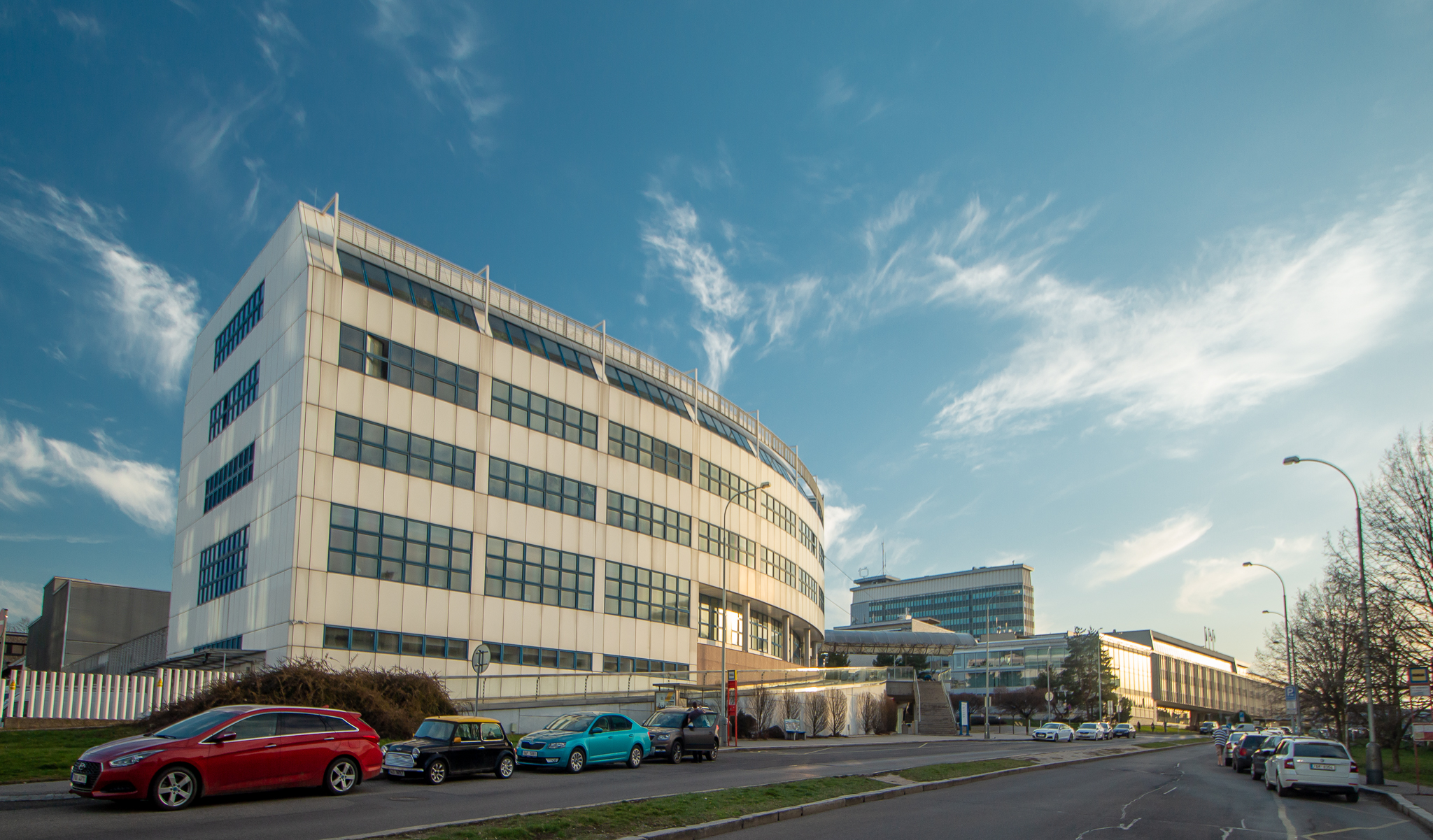
Areál České televize na Kavčích horách v Praze

Česká televize byla zřízena k 1. lednu 1992 zákonem České národní rady č. 483/1991 Sb., o České televizi, jakožto veřejnoprávní televize s majetkem převedeným z Československé televize. Jejím sídlem se stal televizní komplex na Kavčích horách v Praze, kde sídlila i ČST. Od ní také převzala provoz českých stanic ČTV a OK3 a kromě toho vyráběla část pořadů pro federální kanál F1. Toto uspořádání fungovalo do konce roku 1992, kdy zaniklo Československo i Československá televize.
Se vznikem samostatné České republiky došlo 1. ledna 1993 ke změnám. Z kanálu ČTV se stala hlavní stanice veřejnoprávní televize ČT1, místo F1 začal vysílat kanál ČT2 a stanice OK3 se změnila na ČT3. O rok později byla ČT3, kvůli uvolnění místa pro novou soukromou televizi TV Nova, bez náhrady zrušena, takže následující roky vysílala Česká televize pouze na dvou stanicích, ČT1 a ČT2. V roce 2000 zahájila ČT v Praze experimentální digitální vysílání a také zkušební internetové vysílání zpravodajských pořadů.
Během prosince 2000 a ledna 2001 se budova zpravodajství České televize na Kavčích horách stala dějištěm tzv. televizní krize, kdy se redakce zpravodajství vzbouřila proti způsobu odvolání a volby generálního ředitele Radou České televize, proti novému generálnímu řediteli Jiřímu Hodačovi a proti jím jmenované ředitelce zpravodajství Janě Bobošíkové. Po dobu více než dvou týdnů pak bylo vysíláno dvojí zpravodajství – oficiální na pozemních sítích a vysílání protestujících redaktorů přes družici. Obě komory českého parlamentu se nakonec postavily na stranu vzbouřenců. Poslanecká sněmovna v lednu odvolala Radu ČT, schválila novelu zákona o České televizi a v únoru 2001 zvolila nového prozatímního generálního ředitele, čímž se situace v České televizi uklidnila a stávka zaměstnanců ČT skončila.
V květnu 2005 bylo zahájeno vysílání první nové stanice, zpravodajského kanálu ČT24, a v říjnu 2005 začala Česká televize provozovat řádné digitální vysílání DVB-T. V únoru 2006 začal vysílat sportovní kanál ČT sport (tehdy pod názvem ČT4 Sport). V prosinci 2008 byl zahájen zkušební provoz internetového iVysílání, které následně nahradilo původní službu internetového vysílání ČT. V srpnu 2009 zahájila Česká televize vysílání v HD rozlišení, a to na specifickém zkušebním kanálu ČT HD. V listopadu 2011 ukončila ČT své analogové vysílání. Kanál ČT HD fungoval do února 2012, poté postupně začaly vysílat HD verze běžných stanic. K dalšímu rozšíření počtu stanic došlo v srpnu 2013, kdy byl spuštěn dětský kanál ČT :D a stanice ČT art zaměřená na kulturní pořady.
České Radiokomunikace spustily v březnu 2015 v Praze experimentální digitální vysílání DVB-T2, včetně zapojení stanic České televize. Řádné vysílání DVB-T2 započala Česká televize v březnu 2018, přičemž vysílání standardu DVB-T bylo Českou televizí ukončeno v září 2020. Na podzim 2020 bylo také ukončeno vysílání v SD rozlišení.
V březnu 2020 zahájila v souvislosti s pandemií covidu-19 vysílání stanice ČT3, která byla určena pro seniory a ze které se stal nostalgický kanál převážně s pořady z televizního archivu. Její provoz byl z finančních důvodů ukončen v lednu 2023, krátce po silvestrovské půlnoci.

## Vysílání

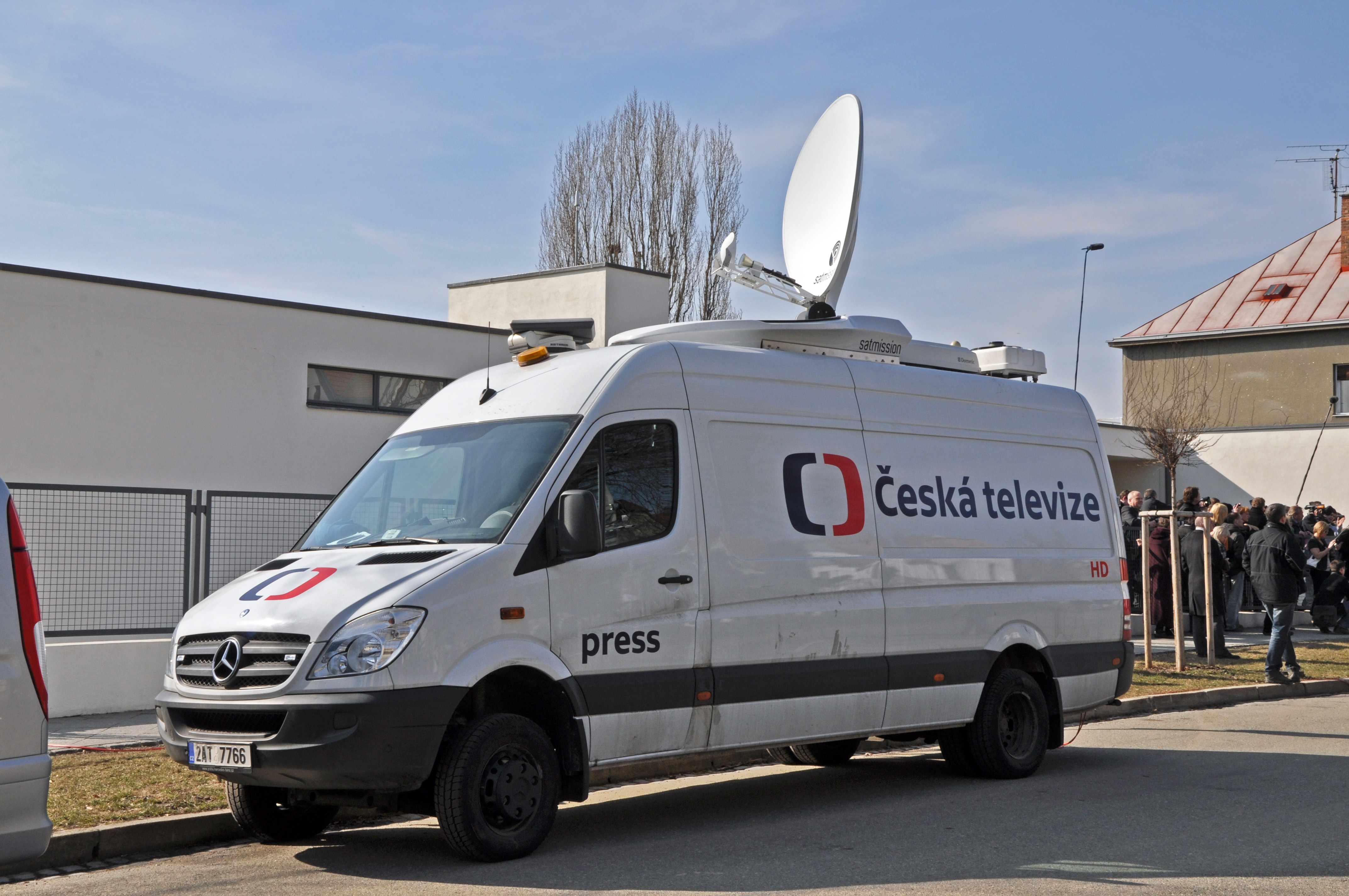
Přenosový vůz České televize

Česká televize provozuje šest televizních stanic, dva plnoformátové kanály (ČT1 a ČT2) doplňují čtyři další tematické stanice, určené vybranému užšímu publiku (ČT24, ČT sport, ČT art a ČT :D). Všechny kanály jsou dostupné v pozemním digitálním vysílání (multiplex 21 v DVB-T2) a prostřednictvím satelitu, kabelových sítí a IPTV. V DVB-T2 a v satelitním vysílání jsou všechny stanice ve Full HD rozlišení. Všechny kanály také nabízejí funkci HbbTV označovanou jako ČT bod. Pořady lze sledovat na internetu v rámci iVysílání, v němž Česká televize poskytuje kontinuální vysílání zpravodajské ČT24, živé vysílání části programové nabídky ostatních stanic a sledování pořadů z archivu.
V roce 2016 vydala Česká televize na webu stanice ČT sport první fotbalové podcasty, které byly následovány dalšími sporty (lední hokej, basketbal, biatlon, americký fotbal). V dubnu 2018 začala ČT publikovat také zpravodajské podcasty. Devět vychází z pořadů ČT24, čtyři jsou připravované pouze pro podcastové platformy. Patří mezi ně vědecký Hyde Park Civilizace, autorsky vytvářený podcast Newsroom ČT24, pořady Fokus Václava Moravce, Události ČT nebo podcasty, které jsou připraveny jako zvukové verze některých témat a článků z webu ČT24.cz.

### Stanice
| Logo          | Název    | Popis |
| ------------- | -------- | --- |
| Logo ČT1      | ČT1      | Hlavní kanál České televize ČT1, který funguje od 1. ledna 1993, uvádí především pořady pro většinové publikum, nejvíce se tedy podobá komerčním stanicím. Vysílá seriály, filmy, publicistiku, zpravodajství a zábavní program. Je dostupná v pěti regionálních verzích – ČT1 (určená pro Prahu a střední Čechy), ČT1 JM (jižní a východní Morava), ČT1 SM (severní Morava a Slezsko), ČT1 JZC (jižní a západní Čechy a Vysočina) a ČT1 SVC (severní a východní Čechy). Jednotlivé regionální verze se programově liší pouze ve vysílání regionálního zpravodajství. Od roku 2012 vysílá ČT1 ve vysokém rozlišení (ČT1 HD), které je dostupné jak v pozemním DVB-T2 a kabelovém DVB-C, tak i přes satelitní vysílání. Některé pořady (například zpravodajské) se překrývají se stanicí ČT24. |
| Logo ČT2      | ČT2      | Stanice ČT2, rovněž fungující od 1. ledna 1993, má být na rozdíl od ČT1 určena pro náročnější diváky. Stanice vysílá dokumentární pořady a filmy z vlastní i zahraniční produkce, oceňované zahraniční seriály a výjimečně také sportovní přenosy. I ČT2 je dostupná v HD verzi přes DVB-T2, DVB-C nebo satelitní vysílání. |
| Logo ČT24     | ČT24     | Zpravodajská stanice ČT24, fungující od 2. května 2005, vysílá 24 hodin denně zpravodajství a publicistiku. Mezi 6.00 a 0.00 vysílá stanice každou půlhodinu až hodinu zpravodajskou relaci. Některé pořady jsou vysílány souběžně na kanálu ČT1. Mezi ně patří hlavní zpravodajská relace Události, první část diskusního pořadu Otázky Václava Moravce či ranní zpravodajská relace Studio 6. HD verze je dostupná ze satelitní družice, v kabelovém DVB-C a v pozemním vysílání DVB-T2. |
| Logo ČT sport | ČT sport | Kanál ČT sport začal vysílat 10. února 2006 pod názvem ČT4 sport, v roce 2008 byl přejmenován na ČT4 a současný název používá od roku 2012. Stanice je zaměřena na sportovní přenosy a záznamy, pořady o sportu a další sportovní relace. Verze v HD rozlišení byla spuštěna roku 2012 pod názvem ČT4 HD, později ČT sport HD. Je dostupná přes družicové vysílání, DVB-C a DVB-T2. |
| Logo ČT :D    | ČT :D    | Dětská stanice ČT :D je určena mladým divákům od 4 do 12 let. Vysílá pořady, filmy a dětské seriály vlastní i zahraniční tvorby. Její vysílání bylo zahájeno 31. srpna 2013 společně s kanálem ČT art, se kterým sdílí svoji vysílací pozici. V HD je dostupná ze satelitní družice, DVB-C a v DVB-T2. |
| Logo ČT art   | ČT art   | ČT art je kulturní kanál, který vysílá pořady týkající se hudebního a výtvarného umění, divadla či filmu, a rovněž studentskou tvorbu. Jeho vysílání bylo zahájeno 31. srpna 2013 společně s kanálem ČT :D, se kterým sdílí svoji vysílací pozici. V HD je dostupný ze satelitní družice, DVB-C a v DVB-T2. |

### Bývalé stanice
| Logo       | Název | Popis |
| ---------- | ----- | --- |
| Logo ČTV   | ČTV   | Stanice ČTV vznikla přejmenováním české části II. programu Československé televize 3. září 1990, od 1. ledna 1992 ji provozovala Česká televize. Jednalo se o její hlavní kanál fungující do rozpadu Československa 31. prosince 1992, přičemž od 1. ledna 1993 byla nahrazena stanicí ČT1. |
| Logo OK3   | OK3   | Vysílání stanice OK3 bylo zahájeno Československou televizí 14. května 1990, od 1. ledna 1992 ji provozovala Česká televize. Šlo o alternativní kanál, který přebíral v původním znění zpravodajské relace zahraničních televizí, vysílal také jazykové kurzy či pořady nezávislých českých producentů. Zanikl s koncem Československa 31. prosince 1992 a byl nahrazen stanicí ČT3.                                                                            |
| Logo ČT3   | ČT3   | Kanál ČT3 vznikl 1. ledna 1993 a jeho existence trvala pouze do 31. prosince 1993. Vysílal zahraniční zpravodajské bloky, seriály či pořady pro děti. |
| Logo ČT HD | ČT HD | Zkušební stanice ČT HD byla prvním kanálem České televize ve vysokém rozlišení. Její vysílání bylo zahájeno 31. srpna 2009 a trvalo do 29. února 2012, kdy byla nahrazena kanálem ČT1 v HD rozlišení. Stanice ČT HD zpočátku vysílala pořady, které byly souběžně uváděny na ČT1, v únoru 2010 poskytovala HD přenosy a záznamy ze Zimních olympijských her ve Vancouveru a následně vysílala vybrané HD pořady ze simultánního vysílání stanic ČT1, ČT2 a ČT4. |
| Logo ČT3   | ČT3   | ČT3 byla původně dočasná stanice spuštěná 23. března 2020 v souvislosti s pandemií covidu-19. Určena byla především divákům v důchodovém věku, vysílala pořady z archivu ČT a tematické magazíny. Jednalo se o první stanici ČT, která zahájila své vysílání pouze v HD rozlišení. Roku 2021 rozhodla ČT o jejím trvalém ponechání, ovšem 1. ledna 2023 musela z důvodu finančních úspor její provoz ukončit.                                                   |

## Organizace

### Zákony a předpisy
Česká televize byla zřízena a nadále funguje na základě zákona č. 483/1991 Sb., o České televizi, který byl Českou národní radou přijat 7. listopadu 1991, vstoupil v platnost 29. listopadu 1991 a v účinnost 1. ledna 1992. Zákon o České televizi zejména stanovuje podmínky naplňování veřejné služby v oblasti televizního vysílání a definuje působnost Rady České televize jako kontrolního orgánu. Na Českou televizi se dále vztahují například zákony č. 348/2005 Sb., o rozhlasových a televizních poplatcích, č. 231/2001 Sb., o provozování rozhlasového a televizního vysílání, č. 132/2010 Sb., o audiovizuální službě na vyžádání, č. 40/1995 Sb., o regulaci reklamy, č. 106/1999 Sb., o svobodném přístupu k informacím, nebo zákon č. 121/2000 Sb., autorský zákon.
Zvláštním dokumentem je Kodex České televize, jehož vznik předjímá zákon o České televizi. Kodex stanovuje zásady naplňování veřejné služby v oblasti televizního vysílání závazné pro Českou televizi a její pracovníky. Zákon určuje, že se porušení Kodexu kvalifikuje jako porušení pracovní kázně podle zvláštního právního předpisu, zákoníku práce. Dokument schvaluje Poslanecká sněmovna Parlamentu ČR. Podle Kodexu „Česká televize přispívá k vytváření prostoru svobody slova, myšlení a tvorby, v němž může vyrůstat demokracie. Informuje, poskytuje kritickou reflexi událostí, vzdělává a baví v ovzduší úcty k člověku, k jeho dílu i ke všem formám existence.“
Dalším dokumentem, jehož vznik upravuje zákon o České televizi, je Statut České televize. Na návrh generálního ředitele ČT jej schvaluje Rada České televize. V jednotlivých částech definuje postavení, veřejnou službu, působnost generálního ředitele či televizních studií. Statut rovněž stanovuje způsob jmenování a odvolání vedoucích zaměstnanců.

### Rada České televize
Kontrolním orgánem, jímž se uplatňuje právo veřejnosti na kontrolu činnosti České televize, je Rada České televize. Působnost Rady definuje zákon o České televizi, mimo jiné ve věcech jmenování a odvolání generálního ředitele, zřizování televizních studií, schvalování rozpočtu a kontroly hospodaření České televize nebo předkládání Výroční zprávy o činnosti České televize a Výroční zprávy o hospodaření České televize Poslanecké sněmovně Parlamentu ČR a Senátu Parlamentu ČR. Celkem 18 členů Rady ČT, kteří mají šestileté mandáty, volí a odvolává Poslanecká sněmovna Parlamentu ČR (12 členů) a Senát Parlamentu ČR (6 členů).

### Ombudsman České televize
Ombudsman České televize je garantem řádného vyřizování podnětů od diváků a posuzuje případné divácké stížnosti a dotazy, pokud v řešení dotazu či stížnosti shledá ze strany televize nedostatky. Po kauze, kdy bylo v roce 2023 vedení divize zpravodajství a sportu s vedením publicistických pořadů Reportéři ČT a 168 hodin nařčeno z dlouhodobého neřešení stížností redaktorů zejména na osobu Marka Wollnera, měl ombudsman rozšířenou pravomoc konat i na základě podnětu od zaměstnance či externího spolupracovníka ČT. (Tato pravomoc byla 1. května 2024 předána externí firmě.) Od roku 2018, kdy tento post vznikl, zastává pozici ombudsmana Čestmír Franěk.

### Vedení České televize

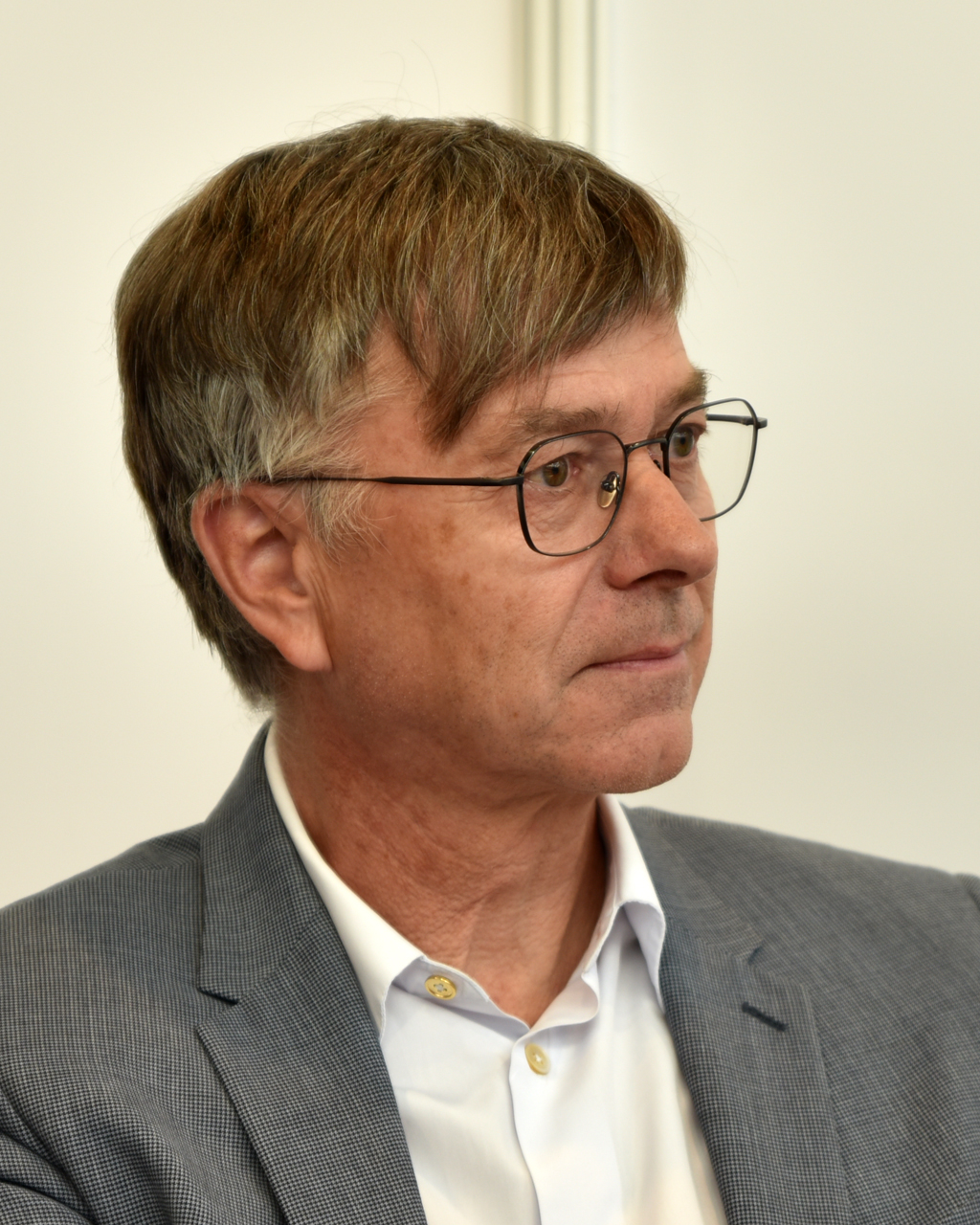
Hynek Chudárek, generální ředitel ČT od roku 2025

V čele České televize stojí generální ředitel, který je volený Radou ČT na šestileté období. Od července 2025 je generálním ředitelem Hynek Chudárek, zvolený radou 25. června 2025 v šestém kole 13 hlasy, čímž o 3 hlasy překonal potřebné kvórum. Po pátém kole volby odstoupil druhý zbylý kandidát Milan Fridrich.
Nejvyšší management dále tvoří ředitel vývoje a nových médií, ředitel programu, ředitel výroby, ředitel marketingu, ředitel divize finance a provoz, ředitel divize technika a ředitelé televizních studií v Brně a v Ostravě.
V roce 2023 činil měsíční plat generálního ředitele Jana Součka 289 000 korun. Jako roční odměnu mu může Rada ČT odsouhlasit navíc bonus až ve výši desetinásobku měsíčního platu, tedy 2,89 milionu korun. Patnáct vrcholných manažerů České televize inkasovalo na mzdách a odměnách v roce 2019 přes 46,5 milionu korun.

#### Seznam generálních ředitelů
| Jméno           | Od                 | Do                 | Poznámky                                                      |
| --------------- | ------------------ | ------------------ | ------------------------------------------------------------- |
| Ivo Mathé       | 1. ledna 1992      | 31. března 1992    | prozatímní ředitel, zvolen Českou národní radou               |
| Ivo Mathé       | 1. dubna 1992      | 31. března 1998    |                                                               |
| Jakub Puchalský | 1. dubna 1998      | 31. ledna 2000     | rezignoval                                                    |
| Dušan Chmelíček | 1. února 2000      | 21. prosince 2000  | odvolán Radou ČT                                              |
| Jiří Hodač      | 22. prosince 2000  | 11. ledna 2001     | rezignoval                                                    |
| Jiří Balvín     | 9. února 2001      | 14. listopadu 2001 | prozatímní ředitel, zvolen Poslaneckou sněmovnou              |
| Jiří Balvín     | 15. listopadu 2001 | 28. listopadu 2002 | odvolán Radou ČT                                              |
| Petr Klimeš     | 29. listopadu 2002 | 18. července 2003  | prozatímní ředitel, jmenován Radou ČT                         |
| Jiří Janeček    | 19. července 2003  | 18. července 2009  |                                                               |
| Jiří Janeček    | 19. července 2009  | 31. srpna 2011     | rezignoval                                                    |
| Petr Dvořák     | 1. října 2011      | 30. září 2017      |                                                               |
| Petr Dvořák     | 1. října 2017      | 30. září 2023      |                                                               |
| Jan Souček      | 1. října 2023      | 7. května 2025     | odvolán Radou ČT                                              |
| Hynek Chudárek  | 1. července 2025   | 31. června 2031    | ve sl. Do je konečné datum doby určité na kterou byl jmenován |

### Zaměstnanci
Na konci roku 2019 zaměstnávala Česká televize 3005 osob, z toho 2509 lidí pracovalo v pražské ČT, 242 v brněnském studiu a 254 v ostravském studiu.
Ohledně žádostí o zveřejnění platů všech pracovníků ČT generální ředitel Dvořák v roce 2018 řekl, že česká společnost není připravena na to, aby znala platy moderátorů a dalších zaměstnanců České televize. Průměrná měsíčná mzda zaměstnanců České televize v roce 2019 činila 43 693 korun.

### Financování
Hlavním zdrojem financování České televize je televizní poplatek. Jeho výše je stanovena zákonem a od roku 2025 činí 150 Kč měsíčně za domácnost. Roční příjem ČT z těchto poplatků v roce 2019 činil 5,68 miliardy korun, tedy 88 % celkových příjmů České televize v tomto roce, které dosáhly výše 6,47 miliardy korun.
Dalšími výnosy jsou tržby za vlastní výkony a zboží, které zahrnují vysílání reklamy a sponzoringu, prodej práv k pořadům, vydavatelskou činnost, televizní a filmové služby poskytované externím zájemcům, pronájem volných prostor a další. Pro podnikatelskou činnost stanovuje zákon o České televizi podmínku, že musí souviset s vlastním předmětem činnosti České televize a současně nesmí ohrozit její poslání. 
Podle zákona č. 231/2001 Sb., o provozování rozhlasového a televizního vysílání a o změně dalších zákonů, nesmí čas vyhrazený reklamě na stanicích ČT2 a ČT sport přesáhnout 0,5 % denního vysílacího času na každém z těchto kanálů, tedy nanejvýš 7 minut a 12 sekund denně. Na ostatních stanicích je reklama zakázána s výjimkou kulturních a sportovních přenosů, pokud je reklama jejich součástí z hlediska podmínek vysílacích práv. Výnosy z reklamy na ČT2 jsou směřovány Státnímu fondu kultury České republiky, z reklamy na ČT sport pro výrobu a vysílání pořadů se sportovní tematikou. Teleshopping je ve vysílání České televize zakázán úplně. Tato omezení se nevztahují na product placement, který je využíván u vlastní tvorby.

### Televizní studia
Podle zákona o České televizi jsou součástí České televize dvě televizní studia, Televizní studio Brno, které vzniklo 1961, a Televizní studio Ostrava, které vzniklo 1955. Od roku 2001 mají dle zákona vysílat alespoň 25 minut regionálního zpravodajství z oblasti své územní působnosti denně. V čele studií stojí ředitel jmenovaný a odvolávaný Radou České televize na návrh generálního ředitele.
Další televizní studia může podle zákona zřizovat a rušit generální ředitel se souhlasem Rady ČT. Česká televize tak v roce 2020 provozovala další čtyři regionální zpravodajská studia. Ke spuštění prvního z nich došlo 21. září 2016 v Hradci Králové, týden poté, 27. září, bylo zahájilo provoz studio v Českých Budějovicích. Po třech letech se 16. září 2019 přidala další studia v Plzni a Ústí nad Labem. Regionální zpravodajská studia disponují samostatnými odbavovacími pracovišti, kterými doplňují zbylá studia vlastními moderovanými bloky a reportážemi. Zákon uvádí, že délka regionálního zpravodajství z těchto studií může být menší, než je tomu u TS Brno a Ostrava, tedy méně než 25 minut denně.
Hromadný podíl regionálního vysílání všech televizních studií musí na celostátních stanicích dosahovat alespoň 20 % celkového vysílacího času.

### Archiv a programové fondy
Pracoviště Archiv a programové fondy pečuje o materiály vzniklé z činnosti České televize a stará se také o materiály z předchozího období, od zahájení televizního vysílání v roce 1953. Archiv České televize spadá podle zákona č. 499/2004 Sb., o archivnictví a spisové službě, mezi specializované archivy, je akreditován u Ministerstva vnitra ČR a plní příslušné zákonné povinnosti týkající se zejména péče a zpřístupňování archiválií – Národního archivního dědictví. Archiv zároveň poskytuje podporu všem útvarům televize (zejména pro vysílání, novou výrobu, obchod) a věnuje se také digitalizaci historických materiálů. Organizačně se dělí na tři samostatné útvary v Praze, Brně a Ostravě.

### Loga a fonty
Od roku 1993 měla Česká televize logo, které vzniklo úpravou původního loga Československé televize z roku 1963, jehož autorem byl grafik Roman Rogl, tehdy student Vysoké školy uměleckoprůmyslové v Praze. S menšími změnami v roce 1997 (od britského studia Lambie-Nairn) a 2011 ho používala až do roku 2012. Nově navržené logo od designéra Štěpána Malovce ze soutěže v roce 2006 totiž nebylo nikdy zavedeno, na rozdíl od jeho log jednotlivých stanic, která byla užívána od roku 2007. Od roku 2012 používá Česká televize logo od Studia Najbrt.
Mezi lety 1998–2007 používala Česká televize font Helvetica, používaný především v televizních upoutávkách a znělkách. Před rokem 2012 používala Česká televize font Avenir. Od jednotného vizuálního stylu stanice ČT24, která Avenir také využívala, se odchýlily pouze Události, které mezi lety 2012 a 2014 se změnou formátu užívaly font MVB Embarcadero. Od roku 2012 používá Česká televize font TV Sans, který, stejně jako logo z tohoto roku, vytvořilo Studio Najbrt. Od omlazení, „faceliftu“, grafiky na ČT24 v roce 2021 začala Česká televize využívat ve zprávách v celou a půl a ve Studiu ČT24 pro názvy pořadů a nadpisy font TV Slab s plánem na jeho rozšíření na všechny pořady vysílané na ČT24.

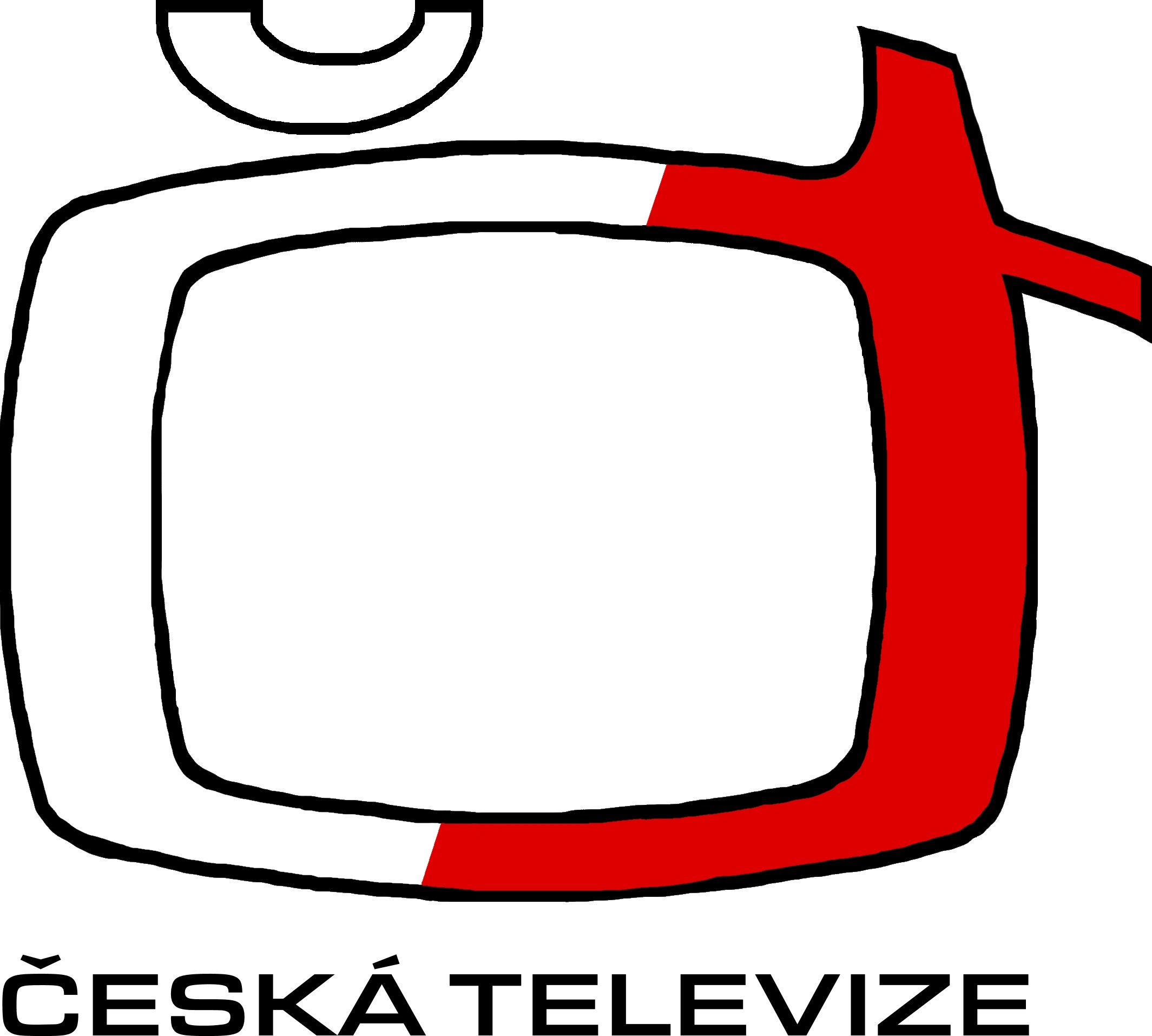
Logo z roku 1993
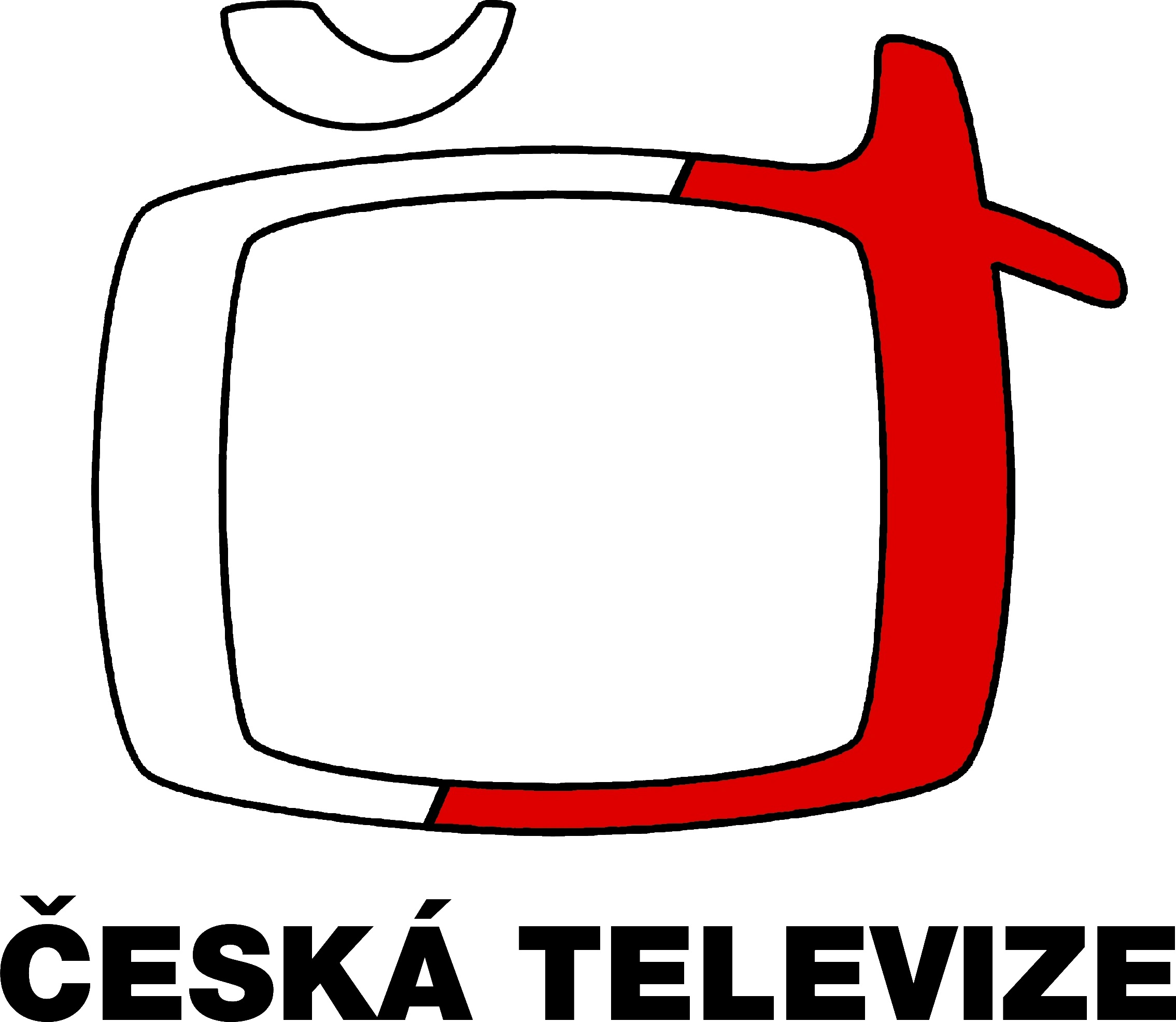
Logo z roku 1997
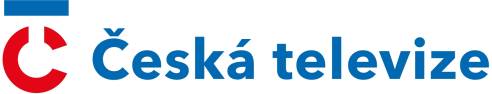
Nezavedené logo z roku 2006
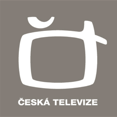
Logo z roku 2011
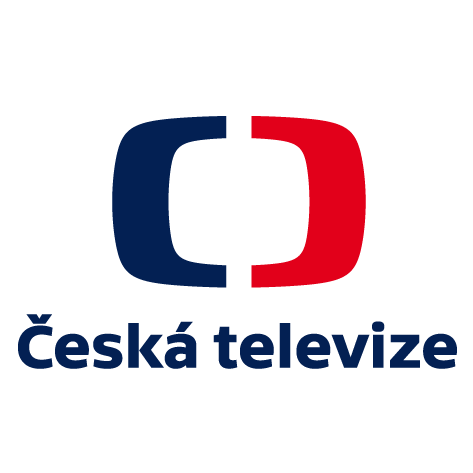
Logo z roku 2012

## Televizní pořady
K hlavním zpravodajským pořadů České televize patří Události, Události, komentáře, Události v regionech, Události v kultuře, Branky, body, vteřiny, 90' ČT24 a Hyde Park Civilizace. Pravidelné ranní vysílání patří pořadům Studio 6 a Dobré ráno. V oblasti publicistiky vysílá Česká televize pořady jako Černé ovce, Historie.cs, Interview ČT24, Kluci v akci, Máte slovo s M. Jílkovou, Nedej se!, Objektiv, Otázky Václava Moravce, Polopatě, Reportéři ČT, Sama doma či Toulavá kamera. Dětské vysílání zahrnuje pořady Večerníček, Kouzelná školka, Planeta YÓ nebo Studio Kamarád. Česká televize také vysílá soutěže AZ-kvíz a Kde domov můj?, z převzatých pořadů pak StarDance …když hvězdy tančí a Peče celá země.
Původní televizní produkce od roku 1992 zahrnuje např. seriály Bylo nás pět, Život na zámku, Zdivočelá země, Ranč U Zelené sedmy, Četnické humoresky, Horákovi, Vyprávěj, Cirkus Bukowsky, První republika, Případy 1. oddělení, Labyrint, Doktor Martin, Rapl, Most! či Marie Terezie, cyklus Detektivové od Nejsvětější Trojice či filmy jako Operace Silver A, Jan Hus, Zločin v Polné, Dukla 61 nebo Metanol.

## Filmová podpora
Povinnost podporovat českou filmovou tvorbu a kulturní projekty ukládá České televizi zákon o České televizi. Výnosy z reklamy na stanici ČT2 odvádí Česká televize dle zákona Státnímu fondu kultury.
V oblasti domácí kinematografie Česká televize představuje největšího filmového koproducenta, za rok 2018 podpořila český film celkem 151 miliony korun. S nezávislými filmovými producenty spolupracuje prostřednictvím Filmového centra ČT.

## Členství v Evropské vysílací unii
Česká televize spolupracuje s mezinárodními organizacemi zaměřenými na televizní výrobu, vysílání a nová média. Od roku 1993 je členem Evropské vysílací unie (EBU). Prvním českým zástupcem, který zasedl v jejím výkonném výboru, byl Ivo Mathé, jenž byl v letech 1995 až 1998 viceprezidentem EBU. V roce 2014 se členem výkonného výboru stal Petr Dvořák, který dvouletý mandát obhájil i v letech 2016 a 2018. Roku 2020 byl zvolen do funkce viceprezidenta EBU s dvouletým funkčním obdobím od 1. ledna 2021.

## Sledovanost a průzkumy důvěryhodnosti
Česká televize dosáhla v roce 2019 podílu 29,99 % na celodenní sledovanosti ve věkové skupině nad 15 let, čímž předstihla obě velké komerční televize Nova a Prima. Ve sledovanosti v hlavním vysílacím čase se Česká televize umístila na druhém místě s 28,60 % (sledovanost nad 15 let věku) po skupině Nova. Stanice ČT1 byla v roce 2019 po TV Nova druhým nejsledovanějším kanálem s podílem 16,04 % (sledovanost nad 4 roky věku). Třemi nejsledovanějšími televizní pořady roku 2019 v Česku byly vánoční pohádkové filmy na stanici ČT1: štědrovečerní Princezna a půl království (2,7 milionu diváků, sledovanost 63,65 %, oba údaje 15+), Čertí brko uváděná 25. prosince (2,4 milionu diváků, sledovanost 51,86 %, oba údaje 15+) a Anděl Páně 2, rovněž vysílaná na Štědrý večer (2,2 milionu diváků, sledovanost 47,47 %, oba údaje 15+). Největší sledovanosti mezi seriály České televize dosáhl Most!, jehož závěrečný osmý díl z 25. února 2019 sledovalo 1,9 milionu diváků (podíl 50,23 %, oba údaje 15+); po Policii Modrava šlo také o druhý nejsledovanější seriál roku 2019.
V roce 2019 Česká televize vyšla z výzkumu zaměřujícího se na média a sociální sítě jako nejdůvěryhodnější zpravodajské médium v Česku. Nejvyššího indexu důvěry dosáhla ČT ze všech čtyřiadvaceti zahrnutých médií. Kromě dalších televizních stanic se průzkum zaměřil na největší tuzemské deníky, rádia, webové portály a sociální sítě. Česká televize předstihla všech třiadvacet sledovaných a umístila se na prvním místě s nejvyšším dosaženým indexem důvěry, který činí 57. Studii AMI Digital Index 2019 realizovala společnost AMI Digital společně s agenturou STEM/MARK.
Zpravodajství České televize je jako jedno z nejdůvěryhodnějších vnímáno dlouhodobě. Dle zprávy Digital News Report 2020 od Reuters Institute je pro obyvatele Česka nejdůvěryhodnější zpravodajství České televize, stejných výsledků dosáhla ČT v této každoroční zprávě i v předchozích letech. Průzkum Katedry mediálních studií a žurnalistiky Fakulty sociálních studií Masarykovy univerzity, který byl proveden mezi prosincem 2019 a únorem 2020, zjistil, že Česká televize je zcela nebo docela důvěryhodná pro 56,6 % respondentů.
Podle Alexy byl v srpnu 2020 web Ceskatelevize.cz 17. nejoblíbenějším webem v České republice.

## Další činnosti

### Charitativní činnost
Hlavním nástrojem, který Česká televize využívá k podpoře charitativních projektů a veřejně prospěšných aktivit, jsou osvětové a benefiční pořady a bezplatné spotové kampaně v rámci vysílání. S Nadací rozvoje občanské společnosti organizuje sbírkový projekt Pomozte dětem. K vlastním charitativním projektům patří Adventní koncerty České televize. Vedle benefičních formátů do programu zařazuje přenosy a záznamy z kulturně významných událostí. Česká televize je spoluzakladatelem nevládní neziskové organizace Člověk v tísni.

### Vzdělávání
Česká televize se v Kodexu ČT zavazuje vytvářet a vysílat populárně vzdělávací a osvětové pořady určené různým věkovým i zájmovým skupinám. Z hlediska programových typů rozlišuje tzv. pořad přímo vzdělávací, neboli osvětový (definovaný EBU) a nepřímo vzdělávací, což jsou žánrově bohatší pořady, kde je vzdělávací prvek přítomný spíše obsahem než formou.
Ke konkrétním vzdělávacím aktivitám České televize patří spolupráce se základními, středními školami a vysokými školami. Jedná se například o poskytování metodických, pracovních listů, které jsou doplňkem k audiovizuálním ukázkám televizních pořadů. Pro vysokoškolské studenty organizovala například projekt ČT start. V dubnu 2020 zahájila Česká televize na svých webových stránkách provoz vzdělávacího portálu ČT edu.

## Kritika

### Stížnost skupiny redaktorů (2013)
Moderátorka Daniela Drtinová spolu se zástupcem šéfredaktora zpravodajství Adamem Komersem odevzdala v říjnu 2013 Radě ČT stížnost na vedení televize. Podepsalo ji celkem 24 zaměstnanců, k podpisu se později přihlásila i Nora Fridrichová. Kritici údajných zásahů do reportáží uváděli, že porušování objektivity a vyváženosti zaznamenali v době kampaně před volbou prezidenta ČR a po zvolení Miloše Zemana hlavou státu. Na to reagovala skupina redaktorů, která naopak odmítala, že by v období před parlamentními volbami a během nich byla vystavena jakémukoli tlaku či ovlivňování reportáží. Kritiku odmítl i ředitel zpravodajství Zdeněk Šámal, který polemizoval s jednotlivými body stížnosti a nesouhlasil s jejím údajným zpolitizováním.
Stížnost novinářů mělo posoudit pět osobností oslovených generálním ředitelem Petrem Dvořákem. Byli mezi nimi tehdejší prorektor Univerzity Karlovy Michal Šobr, předsedkyně Etické komise Syndikátu novinářů Barbora Osvaldová, sociolog Jaromír Volek, zahraniční zpravodajové Rob Cameron z BBC a Dana Schmidt z dánského deníku Politiken. Činnost komise byla ukončena poté, co z ní odstoupili Michal Šobr a Dana Schmidt. Rada České televize na zasedání 8. února 2014 konstatovala, že neshledala porušení objektivity a vyváženosti zpravodajství ČT jako celku.

### Kritika ze strany politiků
Vůči České televizi se několikrát kriticky vyjádřil prezident Miloš Zeman. Podle něj ČT neplní veřejnoprávní funkci a do značné míry je ovlivňována politickou stranou TOP 09. V roce 2015 uvedl, že v Radě pro televizní a rozhlasové vysílání (RRTV) zasedají minimálně tři členové se vztahem k této straně a například tisková mluvčí ČT je bývalou mluvčí TOP 09. V květnu 2016 prezident prohlásil, že „…Česká televize by neměla být veřejnoprávní, ale státní institucí, že by koncesionáři neměli platit 135 korun měsíčně za její provoz, že by tento provoz měl být hrazený ze státního rozpočtu“. K velkým kritikům ČT patří senátor Jan Veleba, který veřejnoprávní televizi označil za protizemanovskou a navrhoval zrušit povinnost platit koncesionářské poplatky.
Začátkem roku 2017 podal ministr financí Andrej Babiš stížnost Radě České televize kvůli několika reportážím ČT o okolnostech jeho nákupu dluhopisů Agrofertu. Reportáže měly účelově dehonestovat jeho osobu a zamlčovat známé, klíčové informace. Televize se mu údajně mstila a vedla proti němu dlouhodobou politickou kampaň. Pochybení redaktorů odmítl generální ředitel televize Petr Dvořák i etický panel České televize. Rada Babišovu stížnost jednohlasně zamítla. Rovněž Rada pro televizní a rozhlasové vysílání, k níž směřoval obdobnou stížnost, ji odložila.
V září 2018 velvyslanec Ukrajiny v České republice Jevhen Perebyjnis protestoval proti odvysílání polského filmu Volyň, který popisuje genocidu Poláků ukrajinskými nacionalisty (Banderovci) během druhé světové války, a České televizi zaslal kritický dopis, ve kterém uvedl, že „některé zavádějící a nepravdivé záběry z filmu hodně Ukrajinců považuje za urážející“.

### Kritika objektivity zpravodajství
Někteří komentátoři vyjadřující se pro web Parlamentní listy, někdy označovaný jako dezinformační, se pozastavují nad objektivitou v České televizi a kritizují příliš protiruské zpravodajství. Magazín Petra Hájka, který publikuje pro web Parlamentní listy, také tvrdí, že je ve vysílání přítomna cenzura.
V srpnu 2015 zveřejnil server bs-life.ru pravděpodobně lživou informaci, že ve válce na východní Ukrajině zahynulo 2000 ruských vojáků. Ruský opoziční blogger Ruslan Levijev označil údaje za vymyšlené, přesto zprávu z neznámého zdroje o 2000 padlých vojácích na Ukrajině Česká televize podobně jako další zahraniční zpravodajské stanice zveřejnila na své zpravodajské stanici ČT24.
Na konci dubna 2016 byla Radě ČT doručena stížnost na zpravodajství o ukrajinské krizi v období od 1. února 2014 do 31. ledna 2016. Stížnost měla rozsah téměř pět set stran a předkládala výčet případů, které podle autora dokládají rozsáhlé porušování zákona o ČT a Kodexu ČT. Rada ČT odmítla stížnost většinou hlasů na svém jednání 22. června 2016 jako nedůvodnou.
V souvislosti s ukrajinsko-ruským konfliktem a později i s uprchlickou krizí se začala v médiích a na sociálních sítích objevovat kritika zpravodajství České televize. Kritické články ve větším rozsahu zveřejnil například server Parlamentní listy. Ukrajinský web Myrotvorec zveřejnil v květnu 2016 jména a osobní data 4068 novinářů, akreditovaných u separatistické Doněcké lidové republiky, včetně reportérů České televize Miroslava Karase a Lukáše Roganského. Myrotvorec uvedl, že „tito novináři spolupracují s bojovníky teroristické organizace“.
Během speciálního vysílání v den amerických prezidentských voleb v roce 2016 podle Rady pro rozhlasové a televizní vysílání porušila ČT zákon, když neplnila svou povinnost „poskytovat objektivní a vyvážené informace nezbytné pro svobodné vytváření názorů“. Zpravodajství mělo podle rady stranit kandidátce Hillary Clintonové na úkor Donalda Trumpa. Rada z několikahodinového speciálního vysílání vytkla televizi několik konkrétních bodů. Vedení zpravodajství na kritiku reagovalo otevřeným dopisem, ve kterém zejména vytýkalo Radě to, že nehodnotila celé 12hodinové vysílání.
Centrum pro mediální studia Fakulty sociálních věd Univerzity Karlovy vypracovalo v roce 2017 zveřejněnou Analýzu předvolebního vysílání České televize a Českého rozhlasu před krajskými a senátními volbami 2016 v období od 9. září do 7. října, ve které mj. uvedlo, že politická strana TOP 09 měla ve zpravodajství ČT v porovnání s ostatními stranami více prostoru podle stopáže promluv jejích zástupců ve vybraných pořadech, než jaký měla průměr výsledků v parlamentních volbách 2013 a preferencí podle předvolebních průzkumů tří vybraných agentur pro výzkum veřejného mínění ve vztahu k ostatním politickým stranám. Závěry této práce zmínil i prezident Miloš Zeman ve svém inauguračním projevu 8. března 2018. Česká televize vydala k této analýze vlastní prohlášení, ve které jí vytkla některé faktické a metodologické chyby. Rada pro rozhlasové a televizní vysílání, která si nechala tuto analýzu vypracovat, uvedla, že závěry analýzy nedokazují porušení zákonné povinnosti vyváženosti, a rovněž zmínila některé metodologické nedostatky analýzy.
Novinář Viliam Buchert České televizi v březnu 2018 vytknul, že jí měla chybět objektivita a nestrannost například v otázce českých a amerických prezidentských voleb, Evropské unie, brexitu, problémů islámu či migrační krize.

### Kritika vyváženosti publicistiky
Podle Rady pro rozhlasové a televizní vysílání porušila Česká televize 9. června 2019 zákon, když odvysílala pořad 168 hodin o střetu zájmů Andreje Babiše, neboť v reportáži chybělo vyjádření Agrofertu, čímž televize porušila zásadu objektivity a vyváženosti ve zpravodajství a publicistice.
Jan Motal, odborník na mediální etiku působící mimo jiné na Katedře mediálních studií a žurnalistiky Fakultě sociálních studií Masarykovy univerzity a Katedře komunikace Cyrilometodějské teologické fakulty Univerzity Palackého, vyjádřil v prosinci 2023 pro zpravodajský a publicistický web Voxpot názor, že česká média nedávají dostatečný prostor lidem z Palestiny či příbuzným palestinských obětí ve válce Izraele s Hamásem. Konkrétně zmínil postup pořadu 168 hodin, pro který byl natočen telefonický rozhovor s obyvatelkou Pásma Gazy, jenž ovšem do výsledného střihu reportáže nebyl zařazen. Na tento případ upozornil v říjnu 2023 online Deník Alarm. Česká televize si následně nechala zpracovat analýzu od expertů z Centra pro mediální studia (CEMES) Fakulty sociálních věd Univerzity Karlovy. Podle ní „Česká televize dostála (…) svému poslání zakotveném v legislativních a etických normách i Kodexu ČT“  a umožnila „svobodné šíření, výměnu, případně konfrontaci informací, názorů a postojů a (…) poskytla informace důležité pro jejich všestrannou orientaci a svobodné utváření názorů.“ České televizi tato analýza naopak vytkla přílišnou míru násilí v audiovizuálních materiálech, kdy zejména se záběry násilných činů natočených teroristickým hnutím Hamás během útoku a se záběry obětí, mrtvých a raněných mohlo být zacházeno citlivěji.
Ve středu 15. května 2024 se před Českou televizí (ČT) konala demonstrace proti způsobu, jímž ČT jakožto veřejnoprávní instituce dlouhodobě informovala o dění v Palestině a Izraeli. Demonstraci s názvem Proti normalizaci izraelské genocidy Českou televizí zorganizovala iniciativa Ne naším jménem v den zasedání Rady ČT. Demonstrace se účastnilo několik desítek lidí. O den dříve iniciativa odevzdala stížnost Radě ČT. Další demonstrace před Českou televizí se konala 16. června 2024, kdy protestující vyjádřili nespokojenost se zpravodajstvím veřejnoprávní televize ohledně obětí na straně civilního obyvatelstva v Pásmu Gazy. Protestu se účastnilo kolem dvou set osob.

### Propagace pseudovědy
Česká televize dostala v roce 2004 od Českého klubu skeptiků Sisyfos bronzový Bludný balvan za pořad Sama doma kvůli „soustavné propagaci astrologie a veškeré jurodivosti“. Další bludný balvan, tentokrát zlatý, byl České televizi udělen v roce 2013 za „propagaci a šíření pavědy na kanále ČT2“. Konkrétně šlo o pořady Tajný projekt voda – zkoumání nevysvětlitelných jevů, 2012 Mayská proroctví a kruhy v obilí, Pološero/Setkání s UFO, Pyramidy a Plný signál - nebezpečí mobilních telefonů a elektromagnetického záření.
S Českou televizí měly souvislost i Bludné balvany udílené za rok 2008, které se týkaly pořadu Detektor. Zlatý Bludný balvan v kategorii družstev tehdy získala Rada České televize a stříbrný Bludný balvan v kategorii jednotlivců pak Darja Macáková.

### Nezveřejňování smluv
Generální ředitel Petr Dvořák obhajoval v roce 2018 nezveřejňování některých smluv České televize tím, že jde o „dohodu obou dvou stran“ a „obchodní tajemství“.